# Dicranomyia (Dicranomyia) willamettensis
Dicranomyia (Dicranomyia) willamettensis is een tweevleugelige uit de familie steltmuggen (Limoniidae). De soort komt voor in het Nearctisch gebied.